# Reprezentacja Indonezji w piłce wodnej mężczyzn
Reprezentacja Indonezji w piłce wodnej mężczyzn – zespół, biorący udział w imieniu Indonezji w meczach i sportowych imprezach międzynarodowych w piłce wodnej, powoływany przez selekcjonera, w którym mogą występować wyłącznie zawodnicy posiadający obywatelstwo indonezyjskie. Za jej funkcjonowanie odpowiedzialny jest Indonezyjski Związek Pływacki (ISA), który jest członkiem Międzynarodowej Federacji Pływackiej.

## Historia
W 1954 reprezentacja Indonezji rozegrała swój pierwszy oficjalny mecz na igrzyskach azjatyckich.

## Udział w turniejach międzynarodowych

### Igrzyska olimpijskie
Reprezentacja Indonezji żadnego razu nie występowała na Igrzyskach Olimpijskich.

### Mistrzostwa świata
Dotychczas reprezentacji Indonezji żadnego razu nie udało się awansować do finałów MŚ.

### Puchar świata
Indonezja żadnego razu nie uczestniczyła w finałach Pucharu świata.

### Igrzyska azjatyckie
Indonezyjskiej drużynie 6 razy udało się zakwalifikować na Igrzyska azjatyckie. W 1962 zdobyła srebrne medale.